# 정세권
정세권(鄭世權, 1888년 4월 10일~1965년 9월 14일)은 일제 강점기의 부동산 개발업자로 북촌과 익선동, 봉익동, 성북동, 혜화동, 창신동, 서대문, 왕십리, 행당동 등 경성부 전역에 한옥 대단지를 건설하였다. 당시는 흔히 집장사라고 불렸다.

## 개요
1920년대 지금의 선동 개발을 시작으로 가회동과 삼청동 일대 북촌 한옥마을을 만들고, 봉익동⋅성북동⋅혜화동⋅창신동⋅서대문⋅왕십리⋅행당동 등 경성 전역에 한옥 대단지를 조성한 인물이다. 정세권은 ‘건축왕’이라 불리며 경성의 부동산 지도를 재편하고 도시 스케일을 바꾸었다.
정세권의 경성 개발은 토지를 매입해 대단위 부동산 개발 프로젝트를 기획하고 실행하며 도시 개발과 주택 공급을 담당하는 근대적 개발업자로서의 역할을 수행한 것으로, 정세권은 조선 최초의 근대적 부동산 개발업자라 할 수 있다. 정세권은 시대를 읽는 사업가의 통찰력과 기획력으로 경성 전역의 부동산 개발을 주도하였다.
정세권은 전통 한옥에 근대적 생활양식을 반영한 개량한옥을 대량 공급하며 조선인의 주거지를 확보하고 조선인의 주거문화를 개선하는 데 공헌하였다. 또 부동산 개발로 자수성가한 식민지의 민족자본가로서 조선물산장려운동과 조선어학회 운동의 재정을 담당하며 일제에 맞선 민족운동가였다.

## 생애

### 생애 초반
1888년 경상남도 고성군 하이면 덕명리에서 태어났다. 12세에 진주 백일장에서 장원을 하였고, 진주사범학교의 3년 과정을 1년 만에 수료하였다. 졸업 직후인 1905년 참봉에 제수되었고, 1910년 하이면 면장이 되었다. 저축계 발족, 방풍림 조성 등 생활 환경 개선에 힘쓰며 전국 우수 면장에 선정되었다. 그러나 1912년 면장에서 사임하였다. 이후 한동안 하이면에서 생활하였다. 1919년 경성으로 이주하였으며, 1920년 9월 9일 건양사를 설립하였다.

### 부동산 개발
한일병합 이후의 경성에는 근대식 건물과 거리가 만들어지고, 총독부는 근대적 도시 계획을 기획하며 경성을 디자인하고 있었다. 급속한 도시화 과정을 거치며 인구가 과밀해져 경성은 도시 문제, 주거 문제에 휩싸였다. 일본인들이 차례로 이주하며 도시를 점유하여, 특히 1910년대 중반 경성은 일본인이 많이 거주하는 청계천 남쪽과 조선인이 다수인 청계천 북쪽으로 양분된 상태였다. 그런데 1920년대로 접어들면서 청계천 남쪽 지역이 급증한 일본인을 모두 수용할 수 없게 되자, 총독부는 정부 기관을 국공유지에 먼저 입지시킨 뒤 일본인을 진출시키는 방식으로 청계천 북쪽으로의 일본 세력 확장을 주도하였다. 이에 조선인의 영역을 지키고자 정세권, 김종량, 이민구 등의 조선계 건설업자는 민간 주택 건설 사업에 진출하였다. 이들은 기존 귀족이 소유하였던 넓은 토지나 택지를 쪼개 여러 채 작은 규모의 한옥을 대량 공급함으로써 조선인의 주거지역을 확보하였으며, 조선인들이 일본인들에게 밀려나면서 고유의 주거지역과 주거방식을 잃어버리는 것을 막았다. 이러한 한옥 집단지구에 공급된 한옥은 전통한옥의 구조를 ㅁ자 안에 집약하고, 부엌과 화장실을 신식으로 개선하는 등 근대적인 편리함과 생활양식을 반영한 도시한옥(개량한옥)이었다.
정세권은 가회동 31번지를 대규모 도시한옥 단지로 개발하였는데 이곳은 현재 북촌 한옥마을이 되어 있다. 익선동 166번지와 33번지는 각각 누동궁과 완화군의 사저를, 창신동 651번지는 조병택의 대저택을 매입하여 개발하였다. 그 밖에 1920년대 말까지 체부동 163번지, 계동 99·101번지, 재동 54번지, 봉익동 11번지 등의 지역에도 한옥을 건설하였다. 그는 1929년 《경성편람》에서 매년 300여 가구의 주택을 신축하였다고 밝혔다. 또 한옥을 더욱 개선하여 1934년에는 ‘건양주택’이라는 이름의 새로운 개량한옥 브랜드를 만들고, 건설하였다.
정세권은 주택 건설뿐만 아니라 빈민층을 위하여 년부 또는 월부로 주택을 판매하는 제도를 마련하기도 하였으며, 건양사로 하여금 중개업까지 담당하게 하였다. 또한 1937년의 중일전쟁 이후 건축자재 값이 상승하여 이전과 같은 채산을 기대하기 어렵게 되자, 정세권은 신규 주택 건설을 중단하고 주택 임대 사업을 개시하였다. 1930년대 일본인 세력 확장이 왕십리 방향으로 이루어지자, 현재의 하왕십리, 행당동, 뚝섬 일대 토지를 대량으로 매입하였으며, 이 가운데 일부 지역을 개발하였다.

### 민족운동에 참여
건축왕 정세권은 식민지 치하에서 자수성가한 사업가로서 조선인을 위한 사회활동에 적극적으로 참여하였다. 당대 최고 지식인들과 교류하였고, 민족자본가로서 민족운동에 재정적으로 기여하였다. 유학을 마치고 돌아와 기거할 곳이 마땅치 않던 춘원 이광수에게 가회동의 집을 빌려주고 주택을 지어주었으며, 1929년 경성 조선인 사회의 지적 사회적 문화적 경제적 역량이 총집결된 백서 『경성편람』에 건설업계를 대표하여 경성의 건축 현황을 조망하는 글을 실었다.
특히 일제에 맞서 신간회, 조선물산장려운동, 조선어학회 등에 참여하며 형성된 언론인 안재홍, 국어학자 이극로와의 동지적 관계는 정세권의 일생과 사업에 큰 영향을 주었다. 조선물산장려운동은 초기 민족운동 명망가들의 관념적인 계몽운동 차원에서 정세권의 참여로 실물 경제 운동으로 발전하였고, 정세권은 낙원동 300번지에 조선물산장려회 회관을 지어 기증하며 조선물산장려회의 재정을 담당하였다. 또 이극로의 열정적 활동에 감명받아 화동 129번지에 조선어학회 회관을 지어 기증하였고 재정적으로 조선어학회를 지원하였다. 물산장려운동은 정세권의 참여를 분기로 흥망성쇠가 갈렸고, 갖은 고초를 무릅쓰고 참여한 조선어학회 운동은 해방 후 최초의 한국어사전인 한글학회 큰 사전 간행이라는 성과를 남겼다. 민족자본가 정세권의 민족운동 참여는 실제 고문을 받고 뚝섬의 토지 35,000여 평을 강탈당하는 등 일제의 방해와 탄압을 무릅쓴 것이었고, 이후 그의 사업 역시 쇠락의 길에 빠졌다.

### 말년
1945년 이후 일가가 행당동에 거주하였다. 한국전쟁 발발 이후 1950년 9월 28일 비행기 폭격으로 다리를 크게 다치면서, 1.4후퇴에도 가족만 부산과 제주도로 피란하였을 뿐 그 자신은 왕십리에 머물렀다. 1950년대 말 경상남도 고성군 하이면 덕명리로 혼자 낙향하였으며, 1965년 9월 14일 사망하였다.

## 참고 문헌
- 김경민 (2017). 《건축왕, 경성을 만들다》. 경기: 이마. ISBN 9791186940181.
- 정몽화 (1998). 《구름따라 바람따라》. 대구: 학사원.